# Lasius capitatus
Lasius capitatus  (лат.) — вид муравьёв из рода Lasius (подсемейство Formicinae). Эндемик Дальнего Востока: Россия (Приморский край). Смешанно-широколиственные леса. 
Чёрные блестящие муравьи, обитающие в древесине. Длина около 5 мм. 
Близок к Lasius morisitai, другому виду подрода Dendrolasius, который отличается менее широкой головой.
Вид был впервые описан из Приморского края в 1927 году русским мирмекологом Н. Н. Кузнецовым-Угамским в качестве подвида под первоначальным названием Acanthomyops fuliginosus capitatus Kuznetsov-Ugamsky, 1927. В статусе отдельного вида установлен в 1989 году советским мирмекологом Алиной Ниловной Купянской (Биолого-почвенный институт ДВО РАН, Владивосток) в ходе ревизии подрода Dendrolasius фауны СССР.